# ペンバ (モザンビーク)
ペンバ（Pemba ([ˈpẽbɐ])）、旧称ポルト・アメリア（Porto Amélia）は、モザンビーク共和国の都市、カボ・デルガード州の州都である。

## 概要
1904年にポルトガルの特許会社ニアッサによって、半島の南西部に建設された都市であり、時の王妃アメリー・ドルレアンにちなんで、ポルト・アメリアと命名された。ポルトガル植民地様式の建築で知られた都市であったが、1975年の独立時に、ペンバに改称されている。
天然の良港に恵まれた都市であり、2009年の調査では、人口153,900人。
マリンスポーツやダイビングの穴場として知られる他、観光にも力を入れており、5つ星級とされるペンバ・ビーチ・ホテルを中核にビーチリゾート、マリンリゾート等が開発の途上にある。
2020年には、モザンビーク国内でイスラム過激派アル・シャバーブの活動が活発化。自宅を襲撃されるなどして追い立てられた避難民がペンバへ殺到し、同年12月には13万人を越える規模となった。